# Michael Swierczek
Michael Swierczek (* 3. Oktober 1961 in Hannover) ist ein deutscher Neonazi. Er war Gründer oder führendes Mitglied zahlreicher verbotener rechtsextremistischer Organisationen.

## Leben
Seine politische Laufbahn begann Swierczek bei den Jungen Nationaldemokraten. Dort wurde er als Referent für Öffentlichkeitsarbeit in den Bundesvorstand gewählt. Er ist NPD-Mitglied.
Swierczek war an der Gründung von Organisationen beteiligt, die später aufgrund ihrer extremistischen Zielsetzung verboten wurden, oder gehörte diesen in führenden Positionen an. So war er „Kameradschaftsführer“ der Kameradschaft 16 (München) der Aktionsfront Nationaler Sozialisten/Nationale Aktivisten (ANS/NA). 1989 war er Vizegeneralsekretär der FAP. Er übernahm auch den Vorsitz des FAP-Landesverbandes Bayern. 1990 war er Mitbegründer und Bundesvorsitzender der Nationalen Offensive (NO). Nach deren Verbot gab Swierczek die Publikation Rechtskampf (Untertitel anfangs Informationen zum Stand der Klagen gegen die Parteiverbote, später Die Stimme des juristischen Widerstandes) heraus.
Weiterhin war er einer der ideologischen und strategischen Köpfe der sog. „Freien Nationalisten“ (FN). Er leitete die „Freien Nationalisten Süddeutschland“. Er veröffentlichte die Zeitung Deutscher Beobachter – Zeitung der nationalen Offensive, die von 1991 bis 1992 erschien.
Am 7. März 1995 wurde er vom Stuttgarter Landgericht zu einer 15-monatigen Freiheitsstrafe auf Bewährung wegen Fortsetzung der verbotenen ANS/NA verurteilt. Neben Swierczek, der durch Günther Herzogenrath-Amelung vertreten wurde, saßen Christian Malcoci, Jürgen Mosler, der durch den Rechtsanwalt Jürgen Rieger vertreten wurde, Willi W. und Stefan J. auf der Anklagebank.
Laut einem Artikel des Antifaschistischen Infoblattes von 2001 war Swierczek zu diesem Zeitpunkt ein zentraler Akteur der neonazistischen Freien Kameradschaften in Süddeutschland.